# غوفرينات
الغوفرينات[بحاجة لمصدر] (الاسم العلمي: Geomyoidea) هو فيلق من الحيوانات تتبع رتبة القوارض من طائفة الثدييات.

## فصائل
غوفرية

## أجناس
- غوفر
- غوفر فداني